# Tepexi de Rodríguez
Tepexi de Rodríguez es una localidad del estado mexicano de Puebla. Es cabecera del municipio de Tepexi de Rodríguez.

## Demografía
| Censo | Población |
| ----- | --------- |
| 1900  | 1694      |
| 1910  | 2202      |
| 1921  | 1615      |
| 1930  | 1632      |
| 1940  | 1683      |
| 1950  | 1699      |
| 1960  | 1790      |
| 1970  | 2618      |
| 1980  | 2375      |
| 1990  | 3331      |
| 1995  | 3695      |
| 2000  | 4244      |
| 2005  | 4613      |
| 2010  | 4933      |
| 2020  | 5703      |

## Paleontología de Tepexi Galería de Imágenes

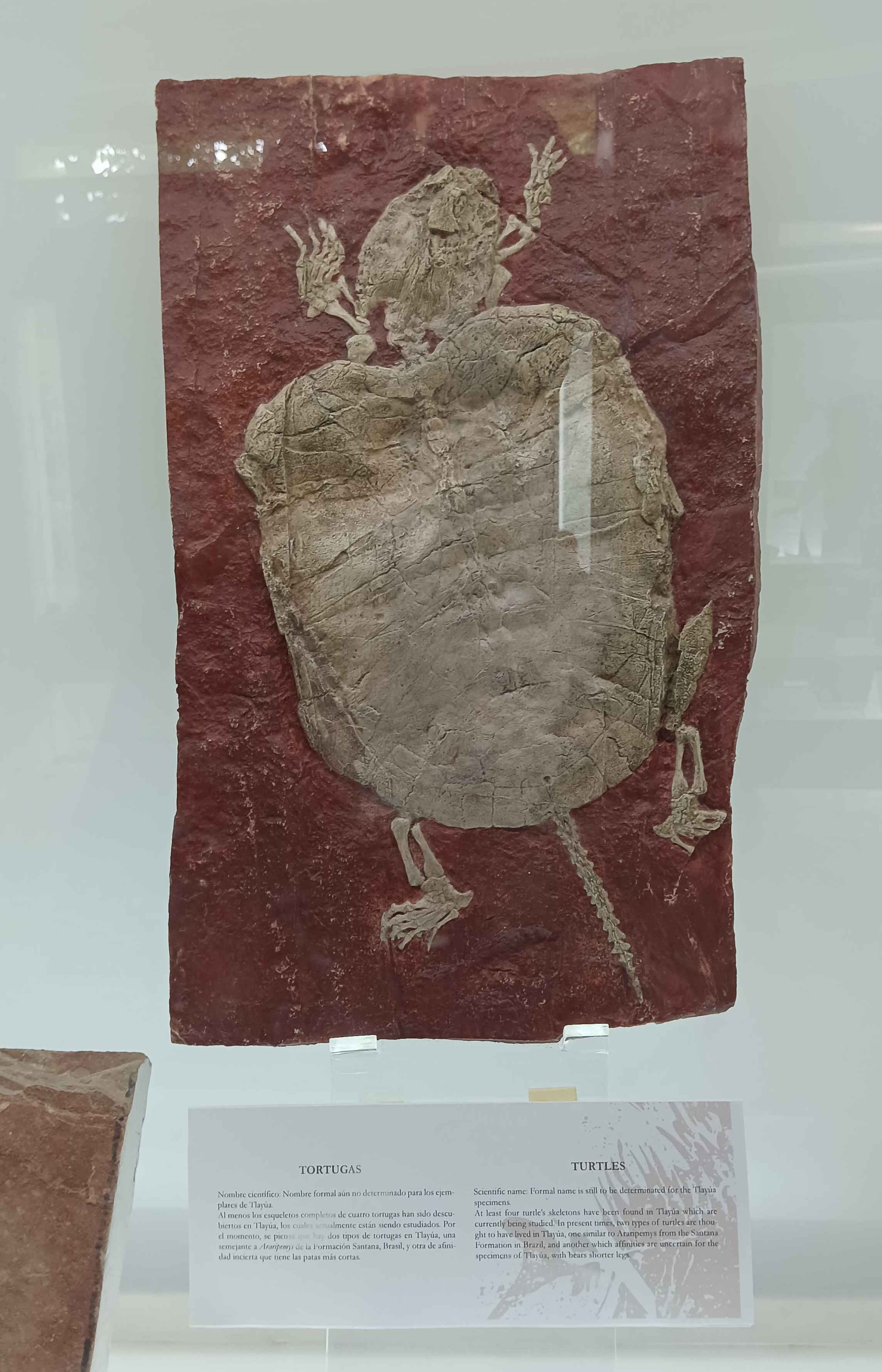
Tortuga fósil en el Museo de Tepexi
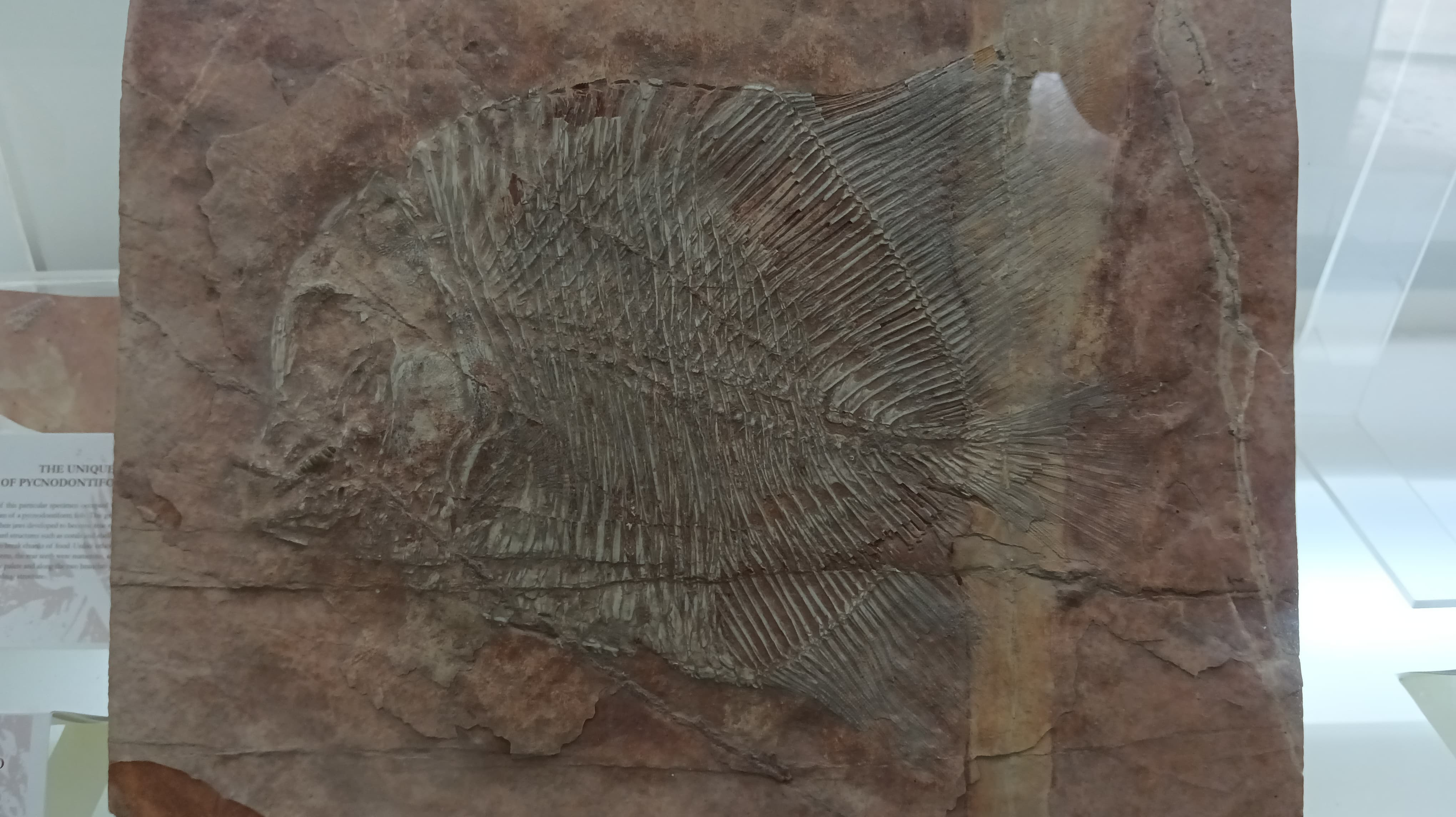
Pez fósil en el Museo de Tepexi
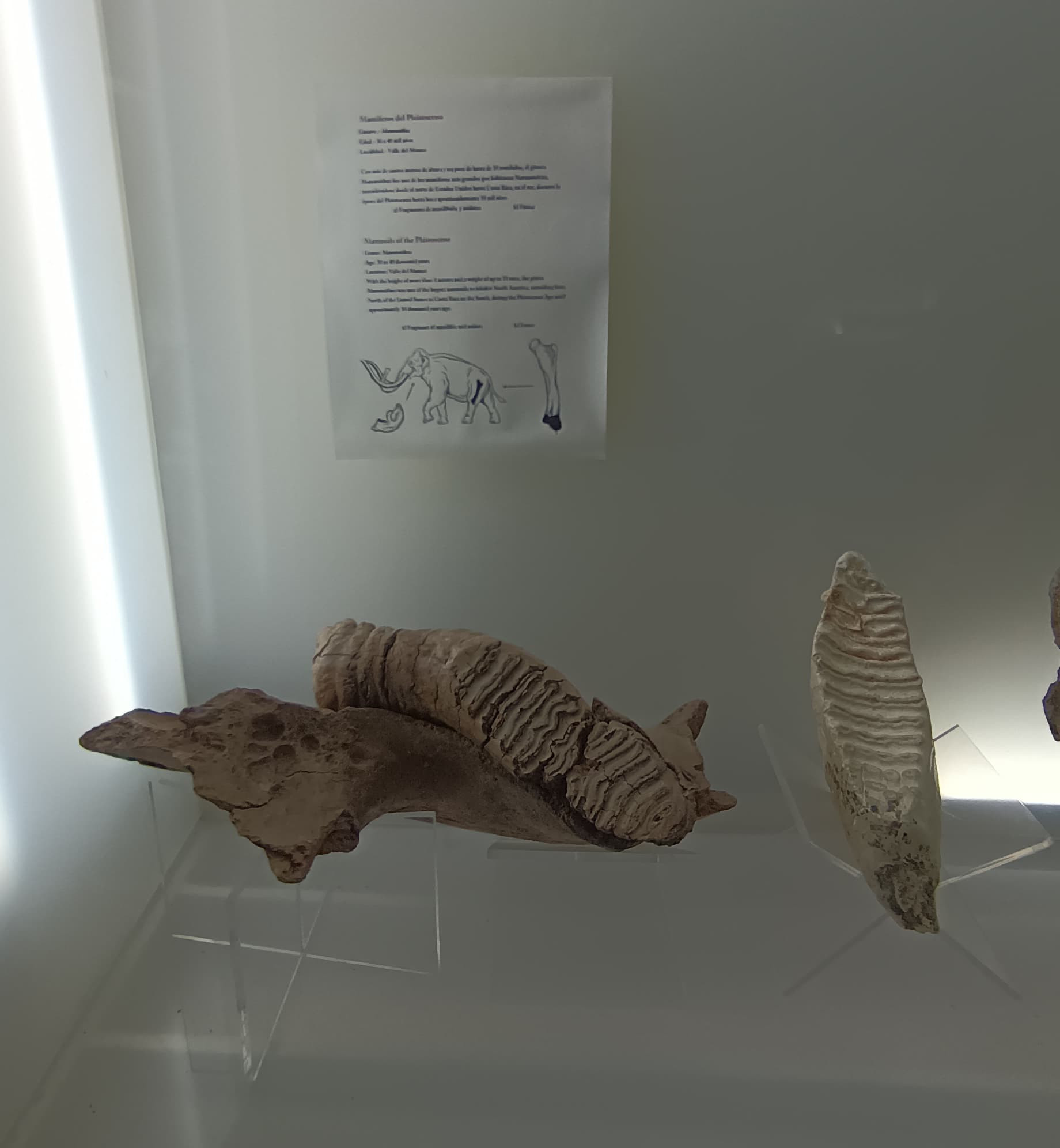
Diente de mamífero fósil en el Museo de Tepexi
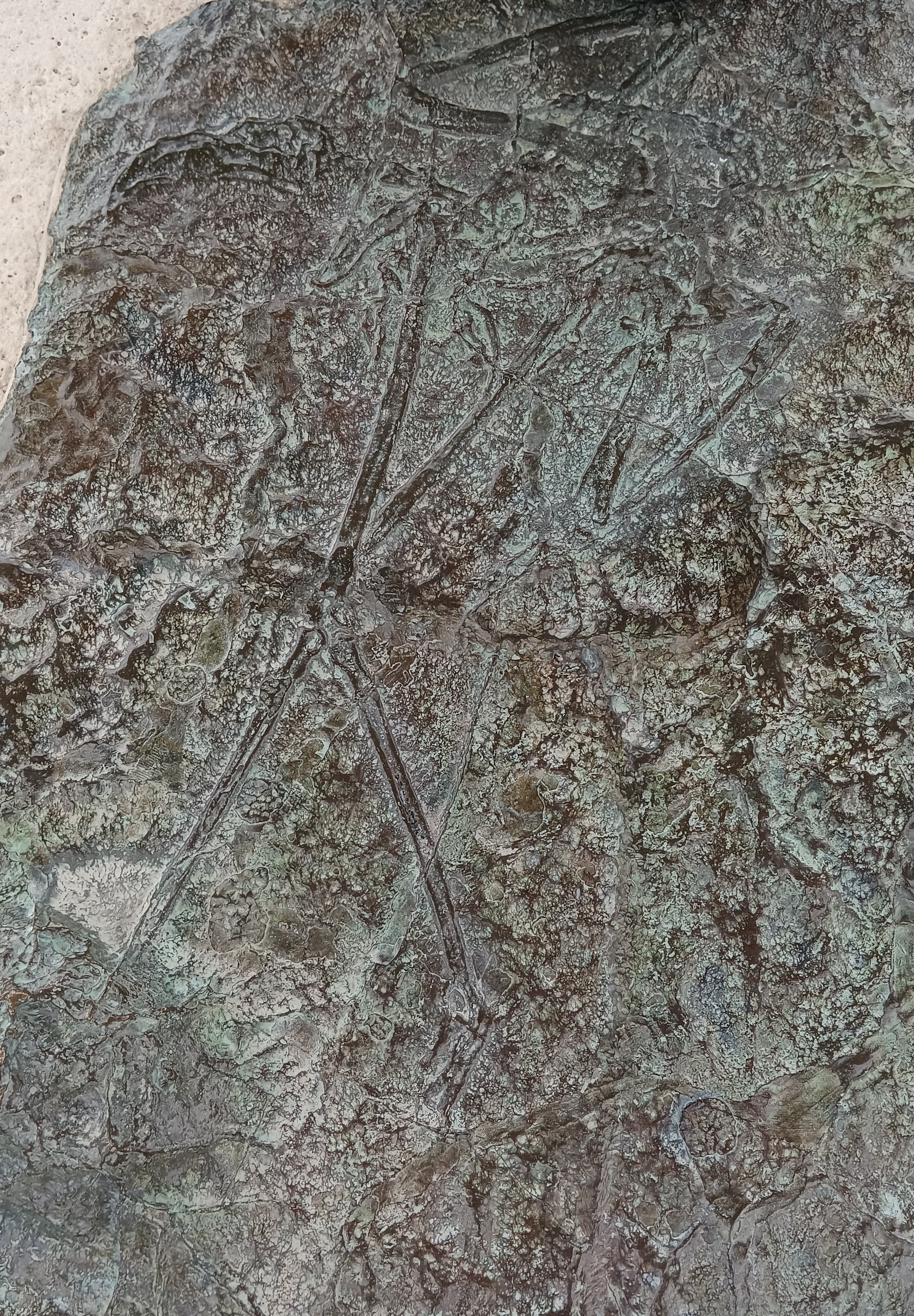
Molde de cobre de flamenco fósil en paraje "pie de vaca"
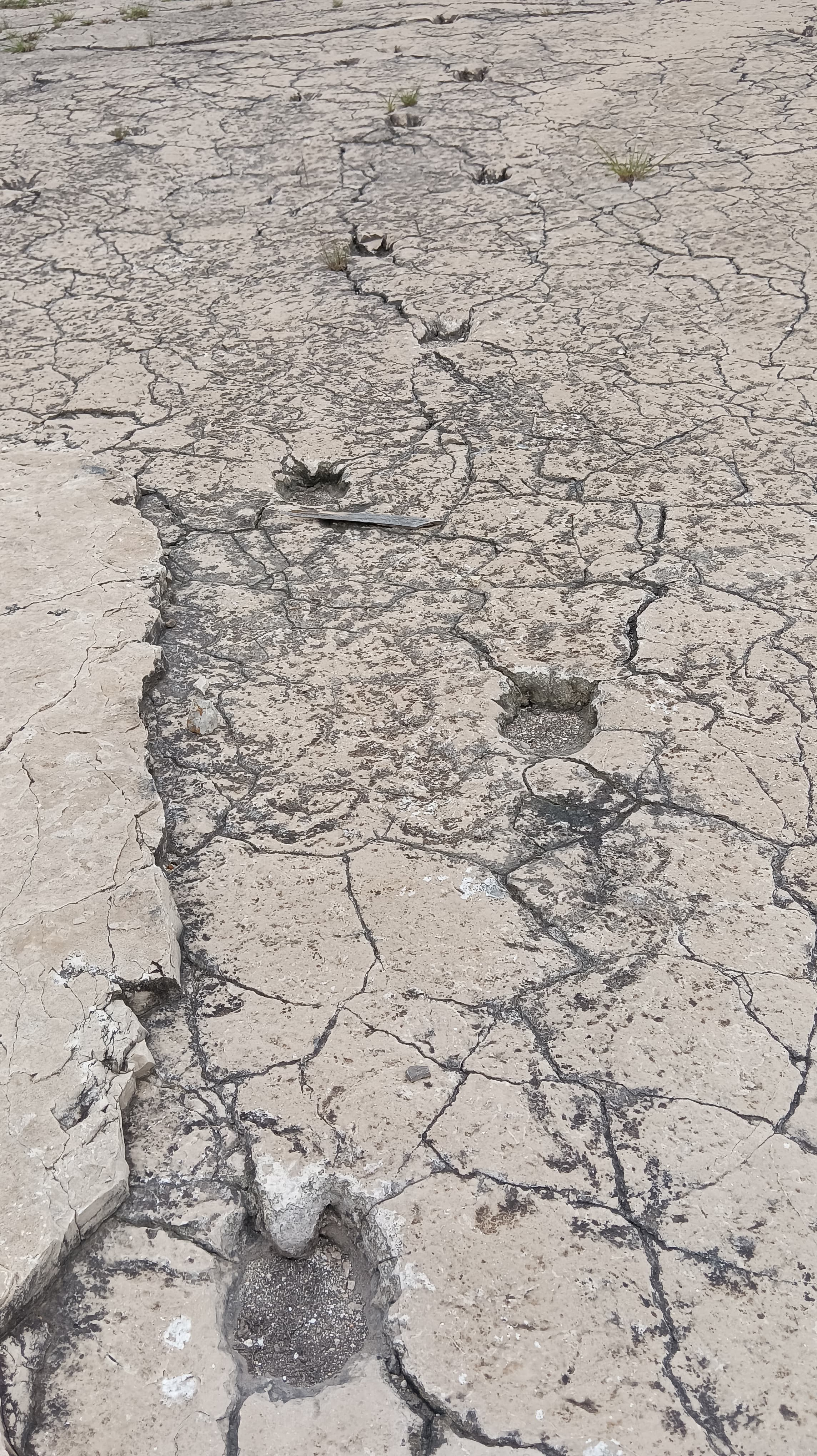
Icnitas de camélido en paraje "pie de vaca" en Tepexi (1)
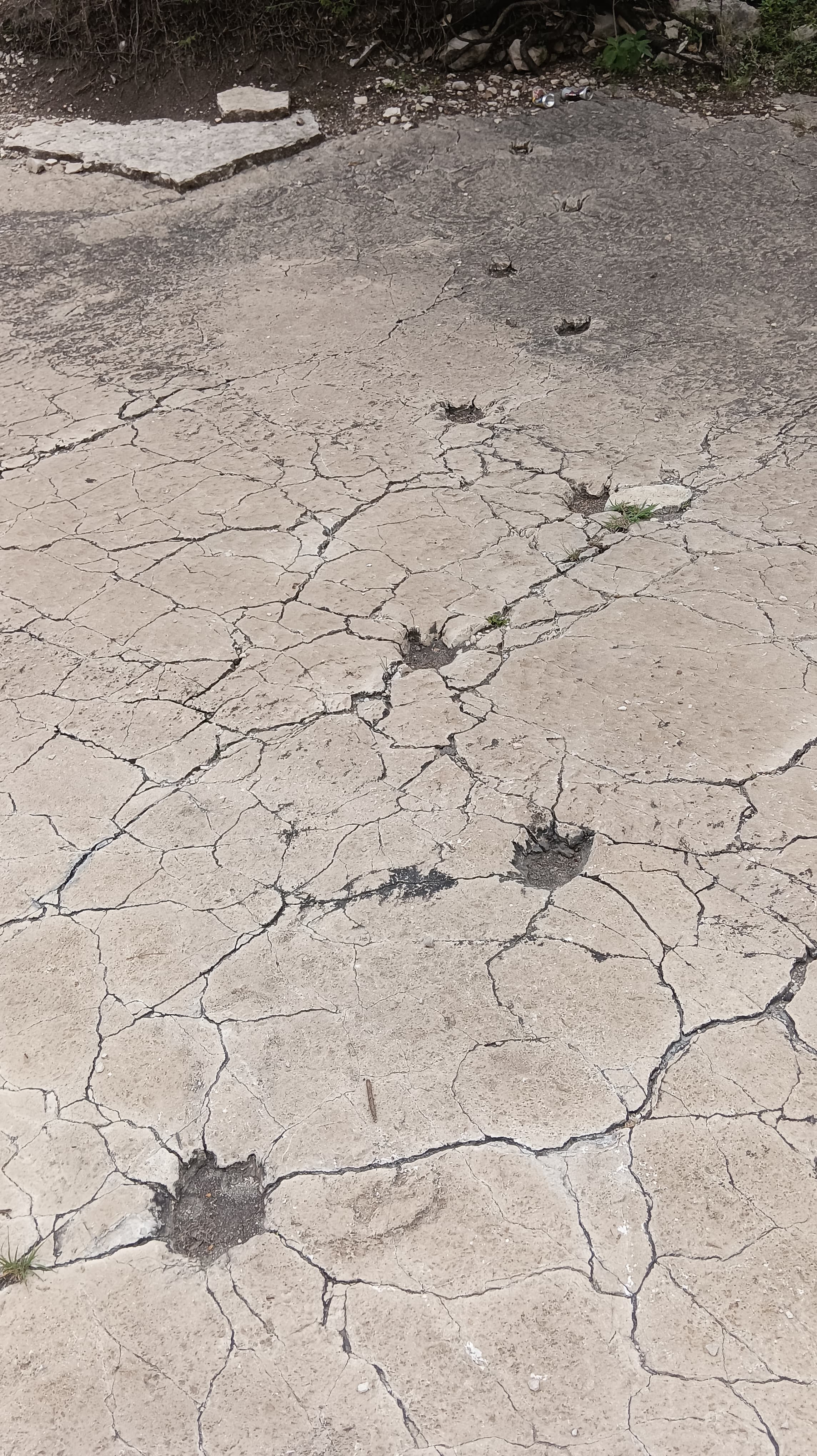
Icnitas de camélido en paraje "pie de vaca" en Tepexi (2)